# Paralaophonte pallaresae
Paralaophonte pallaresae is een eenoogkreeftjessoort uit de familie van de Laophontidae. De wetenschappelijke naam van de soort is voor het eerst geldig gepubliceerd in 2009 door Huys & Lee.